# Charles G. Dawes
Charles Gates Dawes (Marietta, Ohio; 27 de agosto de 1865 - Evanston, Illinois; 23 de abril de 1951) fue un banquero, general, diplomático, compositor y político estadounidense. Fue vicepresidente de los Estados Unidos desde 1925 hasta 1929 bajo el mandato del presidente Calvin Coolidge.

## Biografía
Fue hijo de Rufus Dawes, un general estadounidense destacado sobre todo en la Batalla de Gettysburg.Se graduó en 1884 en el Marietta College y en leyes en 1886 en la Escuela de Leyes de Cincinnati. Entre 1887 y 1894 ejerció la abogacía en Lincoln, Nebraska. A partir de 1884 se dedicó con gran éxito al negocio del gas, dedicándose a continuación a la política. 
Trabajó en el Departamento del Tesoro entre 1898 y 1901 por encargo del presidente William McKinley, quien le encomendó la tarea de reorganizar el sistema bancario estadounidense, para evitar que se repitieran crisis de pánico como la ocurrida cuatro años antes. Fue candidato al Senado en 1902, cargo para el que no resultó elegido.
Durante la Primera Guerra Mundial fue mayor, teniente coronel y general de brigada del 17.º de Ingenieros. Sirvió en la Fuerza Expedicionaria Estadounidense como director de aprovisionamientos y formó parte de la Comisión de Liquidación del Departamento de Guerra de los Estados Unidos. Abandonó el ejército en 1919 y fue el primer director de la Oficina Presupuestaria creada por Warren G. Harding, cargo que ejerció entre 1921 y 1924. 
En 1923 entró a formar parte de la Comisión de Reparaciones de Guerra, siendo enviado a París en 1924, como representante de los Estados Unidos, para reexaminar las reparaciones económicas impuestas a Alemania por los vencedores en la Primera Guerra Mundial, ya que el volumen de indemnizaciones exigido por Francia en el Tratado de Versalles amenazaba con arruinar la economía alemana y arrastrar a la del resto del mundo. Su participación se tradujo en el llamado Plan Dawes que marcó un sistema realista de pagos, además de una serie de medidas complementarias -préstamos, ayudas, inversiones estadounidenses y regreso al patrón oro- para facilitar la estabilidad y la recuperación económica de Alemania. Se logró una cierta mejora económica, no sin dificultades, entre 1924 y 1928, que se vio truncada por la Gran Depresión. La crisis mundial del 29 golpeó muy severamente a Alemania porque esta era especialmente dependiente del capital estadounidense, que se retiró súbitamente.
Este plan ayudó a que se abriera en Europa una etapa de prosperidad económica y entendimiento. Por primera vez, en los Tratados de Locarno (1925) Alemania reconoció sus fronteras occidentales (con Bélgica y Francia) y se comprometió a no modificar por la fuerza las orientales, que seguía discutiendo. Estos éxitos proporcionaron a Dawes tal prestigio que en 1924 fue elegido vicepresidente con Calvin Coolidge y en 1925 le fue otorgado el premio Nobel de la Paz, compartido con Austen Chamberlain.
Posteriormente, fue embajador ante el gobierno del Reino Unido desde 1929 a 1932, y desde 1932 fue presidente del consejo de administración del City National Bank and Trust Co.
- Datos: Q184565
- Multimedia: Charles Dawes / Q184565